# Dalarnas historia
Dalarnas  historia avser landskapet Dalarnas historia.
Dalarna nämns för första gången i Sverresagan, i vilken ett område i landskapet kallades för Järnbäraland och beskrevs som ett hedniskt land som lydde under sveakungen år 1177. Området ingick från omkring 1300 i Västmanlands och Dalarnas lagsaga som fanns kvar till 1849. Landskapet kom i de södra delarna tidigt att bli industrialiserat, och organiserades i ett bergslag. Landskapet förblev i övrigt ett nybyggarområde, särskilt i områdena utanför Siljan och Dalälven. Finnmarken förblev ett nybyggarområde in på 1800-talet. 
På 1500-talet flydde Gustav Vasa till Dalarna undan Kristian II. Se Gustav Vasas öden och äventyr i Dalarna. År 1521 stod slaget vid Brunnbäcks färja mellan Kristian II:s och Gustav Vasas trupper, de senare anförda av Peder Svensson från Vibberboda och Olof Bonde från Norrbärke. De svenska styrkorna vann och danskarna jagades ut ur landskapet.
Emigrationen från landskapet var mycket stor under senare delen av 1800-talet; 12 353 personer 1881–1890 och 5 726 personer 1891–1900, men inflyttningen liten. Dalarnas befolkning var under det tidiga 1900-talet mycket oblandad, över 90% av dem var födda inom länet.[källa behövs] Från 1500-talet fram till början av 1900-talet vandrade en del till bland annat Stockholm för att arbeta där en säsong under året. Stora olikheter förekom enligt Nordisk familjebok från 1906 i språk och seder mellan de olika bygderna, liksom även i nationaldräkterna.
Hertig av Dalarna är Prins Gabriel, andre son till Prins Carl Philip och Prinsessan Sofia. Detta offentliggjordes den 4 september 2017. Två personer har tidigare innehaft samma titel; Oscar I:s son prins August (1831–1873), och Gustaf VI Adolfs son prins Carl Johan (född 1916; förlorade titeln vid giftermål 1946).